# Juanita Wright
Juanita Wright (Saint Louis, 24 oktober 1934 - aldaar, 10 september 1996) was een professioneel worstelaarster en valet, die onder de ringnaam "Sweet" Sapphire bekend was in de World Wrestling Federation (WWF) en worstelde ook onder de ringnaam Princess Dark Cloud voor verscheidene onafhankelijke promoties.

## World Wrestling Federation
In 1989 debuteerde Wright, onder de ringnaam Sapphire, op Survivor Series, een WWF-pay-per-viewevenement, als een fan van Dusty Rhodes. Sapphire verscheen later in de ring, teamde met Rhodes om te worstelen tegen Randy Savage en Sensational Sherri op WrestleMania VI, die ze wonnen. Op SummerSlam 1990 versloeg Sherri Sapphire via een forfait nadat Sapphire faalde om zich te showen. Seconden voor Rhodes' match tegen Randy Savage, Ted DiBiase maakte bekend dat hij Sapphire had omgekocht. Later verliet ze de WWF.

## Persoonlijk leven
Wright had twee kinderen. Nadat ze de WWF verliet, werkte ze in de universiteit, waar ze graag oude verhalen vertelde aan haar collega's van haar kinderen. Op 10 september 1996 overleed ze in Saint Louis (Missouri) aan een hartaanval.